# Faksimil
Faksimil (lat. facere – činiti, similis – sličan) pojam je koji označava reprodukciju istovjetnu s izvornikom u svim pojedinostima. Faksimil označava i sustav za prijenos vjernih kopija mirnih slika, kao i pečat s ugraviranim potpisom. Obično se rade faksimili starih rukopisa, zemljopisnih karata ili knjiga koje imaju veliku vrijednost, kao što su Gutenbergova Biblija, Voynichev rukopis itd.
U arhitekturi faksimil znači točnu rekonstrukciju neke građevine ili predmeta.